# Sofia Boutella
Sofia Boutella (Argélia, 3 de abril de 1982) é uma atriz, bailarina e modelo argelina-francesa.

## Biografia
Boutella nasceu em Bab El Oued distrito de Argel, Argélia e é filha do músico de jazz Safy Boutella e de uma arquiteta. Ela começou a estudar dança clássica com 5 anos de idade, e com 10 anos de idade em 1992, ela deixou a Argélia com sua família, e se mudaram para a França. Mais tarde, ela começou a fazer ginástica rítmica e juntou-se a equipe nacional Francesa com 18 anos de idade.

## Filmografia
| Ano  | Título                       | Papel                        | Notas                 |
| ---- | ---------------------------- | ---------------------------- | --------------------- |
| 2002 | Le Défi                      |                              | [ 3 ]                 |
| 2004 | Les Cordier, juge et flic    | Maya                         | 1 episódio            |
| 2005 | Permis D'Aimer               | Lila                         | [ 3 ]                 |
| 2006 | Azur et Asmar                | A Fada dos Elfos             | Voz                   |
| 2006 | Megatánc (Megadance)         |                              | [ 5 ] [ 6 ]           |
| 2007 | Supermodelo                  |                              |                       |
| 2010 | Dancing with the Stars       |                              | 1 episódio            |
| 2012 | StreetDance 2                | Eva                          | [ 7 ]                 |
| 2014 | Monsters: Dark Continent     | Ara                          | [ 8 ]                 |
| 2014 | Kingsman: The Secret Service | Gazelle                      | [ 9 ]                 |
| 2016 | Star Trek Beyond             | Jaylah                       | [ 10 ]                |
| 2016 | Tiger Raid                   | Shadha                       |                       |
| 2016 | Jet Trash                    | Vix                          |                       |
| 2017 | The Mummy                    | Princess Ahmanet / The Mummy |                       |
| 2017 | Atomic Blonde                | Delphine                     |                       |
| 2017 | Kingsman: The Golden Circle  | Gazelle                      | Arquivo de fotografia |
| 2018 | Fahrenheit 451               | Clarisse McClellan           | Telefilme             |
| 2018 | Clímax                       | Selva                        |                       |
| 2018 | Hotel Artemis                | Nice                         |                       |
| 2019 | Modern Love                  | Yasmine                      | 2 episódios           |
| 2019 | Love, Antosha                | Ela Mesma                    | Documentário          |
| 2021 | Settlers                     | Ilsa                         |                       |
| 2021 | Prisoners of the Ghostland   | Bernice                      |                       |
| TBA  | SAS: Rogue Heroes            | Eve                          | Minissérie            |
| TBA  | Rebel Moon                   | Kora                         | Pré-produção          |

## Vídeo Musicais
- 2001 - Cesária Évora - Nutridinha[3]
- 2001 - Jamiroquai - Little L[3]
- 2004 - Matt Pokora - Showbiz (The Battle)
- 2005 - BodyRockers - "I Like the Way (You Move)"[3]
- 2005 - Axwell - "Feel the Vibe ('Til the Morning Comes)"[3]
- 2005 - Madonna - "Hung Up"[3]
- 2006 - Madonna - "Sorry"[3]
- 2006 - Rihanna - "SOS (Nike Version)"
- 2007 - Chris Brown - "Wall to Wall"[3]
- 2008 - Matt Pokora - "Dangerous"
- 2009 - Madonna - "Celebration"
- 2009 - Usher - "Hey Daddy (Daddy's Home)"
- 2010 - Beat Freaks/Geminiz - "Jump II"
- 2010 - Ne-Yo - "Beautiful Monster"
- 2010 - Ne-Yo - "Champagne Life"
- 2011 - Michael Jackson - "Hollywood Tonight"[13]
- 2015 - Take That - "Get Ready For It"[14]
- 2019 - Madonna - "God Control"
- 2019 - Bebe Rexha - "Last Hurrah"